# Chlorodes boisduvalaria
Chlorodes boisduvalaria är en fjärilsart som beskrevs av Le Guill. 1841. Chlorodes boisduvalaria ingår i släktet Chlorodes och familjen mätare. Inga underarter finns listade i Catalogue of Life.